# 协州
协州，中国隋唐时设置的羁縻州。
隋朝开皇初年置，属南宁州总管府。大业初年省。唐朝武德元年（618年）复置，治所在东安县（今云南省彝良县）。属戎州都督府。辖境相当今云南省彝良县、大关县一带。天宝末年，地入南诏。 